# Killing an Arab
Singles de The Cure
Boys Don't Cry
Pistes de Boys Don't Cry
Subway Song Fire in Cairo
Killing an Arab est le premier single du groupe The Cure. Il paraît initialement en 45 tours en décembre 1978, avec 10:15 Saturday Night en face B, sur le label Small Wonder. Il se vend alors à 15 000 exemplaires. Il est ensuite réédité en février 1979 par Fiction Records sous le numéro Fics1. Puis, la chanson est intégrée sur l'album Boys Don't Cry, qui sort en février 1980 (réédition remaniée de l'album Three Imaginary Boys sorti quelques mois plus tôt). 

## Polémiques au sujet du titre
Robert Smith, auteur des paroles, a déclaré que la chanson est une courte et poétique tentative de résumer ses impressions sur des moments clés du roman L'Étranger d'Albert Camus,,. Les paroles relatent le meurtre d'un Arabe sur une plage commis avec une arme à feu par le narrateur ayant le soleil dans les yeux, et ce dernier s'interroge sur ce qu'il ressent « vivant et mort, un étranger ».
Pour éviter les problèmes d'incompréhension liés au titre, le disque était d'ailleurs envoyé aux médias accompagné du livre, d'autant que le Front national britannique tenta de récupérer la chanson pour en faire un hymne raciste. Lors de certains concerts, Robert Smith change ironiquement les paroles du refrain en Killing an Englishman (Tuer un Anglais), ou Killing Kevin Keegan du nom d'un des footballeurs anglais les plus emblématiques de l'époque.
Lorsqu'en 1986 paraît la compilation Standing on a Beach sur laquelle figure le titre, Elektra, qui distribue le disque aux États-Unis, est obligée d'y apposer un autocollant précisant le contenu non raciste de Killing an Arab.
Pendant la Guerre du Golfe de 1990-1991, le groupe doit une fois de plus expliquer les sources de la chanson en donnant des conférences de presse aux États-Unis, car des radios diffusent le titre comme hymne guerrier. En outre, Killing an Arab est censurée par la BBC à ce moment-là.
Robert Smith a depuis précisé à la maison de disques qu'il engagerait des poursuites judiciaires en cas de détournement du sens de la chanson à des fins de propagande.
Le chanteur déclare que la seule chose qu'il changerait s'il le pouvait dans la carrière du groupe serait le titre de cette chanson, puisque c'est uniquement le titre qui provoque des polémiques,.  
D'ailleurs, lors de la tournée des festivals en 2005, le groupe l'interprète sous le titre plus politiquement correct de Kissing an Arab (Embrasser un Arabe).
Lors du 4 Tour en 2007 et 2008, la chanson est interprétée sous le nom de Killing Another (Tuer un autre). C'est sous ce titre qu'elle apparaît sur l'album live Bestival Live 2011 sorti le 5 décembre 2011.
Elle retrouve son titre d'origine lors du concert célébrant les 40 ans du groupe donné le 7 juillet 2018 à Hyde Park à Londres, comme en témoigne son enregistrement dans le coffret 40 Live: Curætion-25 + Anniversary.

## Clip
Killing an Arab n'est pas accompagné d'un clip lors de sa sortie. Ce n'est qu'en 1986 que Tim Pope, qui est devenu le réalisateur attitré du groupe, en tourne un.
Filmé pendant l'hiver 1986 dans le petit port de Rye dans le Sussex de l'Est, il montre un vieux marin-pêcheur au visage marqué par le temps déambuler dans les rues enneigées puis sur le rivage où il observe au loin trois cavaliers.
Le marin-pêcheur s'appelait Johnny Button. C'est lui qui figure sur la pochette de la compilation Standing on a Beach sortie quelques mois après le tournage. Au sujet de sa participation, il aurait déclaré : « Si je peux aider ces petits jeunes à percer, après tout, pourquoi pas, ».